# La Jonquera (kommunhuvudort)
La Jonquera är en kommunhuvudort i Spanien.   Den ligger i provinsen Província de Girona och regionen Katalonien, i den östra delen av landet, 600 km öster om huvudstaden Madrid. La Jonquera ligger 116 meter över havet och antalet invånare är 115.
Terrängen runt La Jonquera är kuperad åt nordväst, men åt sydost är den platt. Runt La Jonquera är det glesbefolkat, med 19 invånare per kvadratkilometer. Närmaste större samhälle är Figueres, 18,2 km söder om La Jonquera. 